# Giennadij Wietoszkin
Giennadij Wasiljewicz Wietoszkin (ros. Геннадий Васильевич Ветошкин, ur. 11 lutego 1901 w guberni wołogodzkiej, zm. 4 grudnia 1978 w Archangielsku) – radziecki polityk, przewodniczący Prezydium Rady Najwyższej Komijskiej ASRR (1938-1945), premier Komijskiej ASRR (1945-1947).
Od 1925 w WKP(b), 1927 ukończył technikum pedagogiczne w Ust'-Sysolsku (obecnie Syktywkar), później pracował jako pedagog. 1931-1935 studiował w Moskiewskim Instytucie Pedagogicznym, 1935-1936 był dyrektorem Instytutu Podwyższania Kwalifikacji Kadr Edukacji Ludowej. 1936-1937 główny redaktor Państwowego Wydawnictwa Republiki Komi, 1937-1938 kierownik Wydziału Propagandy i Agitacji Komijskiego Obwodowego Komitetu WKP(b). Od lipca 1938 do lutego 1945 przewodniczący Prezydium Rady Najwyższej Komijskiej ASRR, a w latach 1945-1947 przewodniczący Rady Komisarzy Ludowych/Rady Ministrów Komijskiej ASRR. Później pracował w instytucjach gospodarczych w Jakuckiej ASRR i obwodzie archangielskim.

## Odznaczenia
- Order Lenina (1947)
- Order Czerwonego Sztandaru Pracy (1945)
- Order Wojny Ojczyźnianej II klasy (1945)
- Order Czerwonej Gwiazdy (1943)